# Danh sách thành phố Seychelles
- Anse Boileau
- Beau Vallon[cần dẫn nguồn]
- Takamaka
- Victoria, thành phố thủ đô
- Grand Anse Mahe